# Aspalathus aristifolia
Aspalathus aristifolia är en ärtväxtart som beskrevs av Rolf Martin Theodor Dahlgren. Aspalathus aristifolia ingår i släktet Aspalathus och familjen ärtväxter. Inga underarter finns listade i Catalogue of Life.